# Langage enfantin
 (mai 2009).
Si vous disposez d'ouvrages ou d'articles de référence ou si vous connaissez des sites web de qualité traitant du thème abordé ici, merci de compléter l'article en donnant les références utiles à sa vérifiabilité et en les liant à la section « Notes et références ».
Dans les registres de langue, le langage enfantin est un langage bien particulier, celui produit par le jeune enfant lors du primo apprentissage, par immersion naturelle auprès de ses proches, et lors de ses échanges avec les adultes et les autres enfants. 

## Protolangage ou phase prélinguistique
Dans les premières semaines de vie le bébé émet un langage qui se résume au cri. Suit une période de lallation spontanée, jeu vocal commun aux enfants de toutes les cultures de 6 à 10 mois, y compris chez les enfants sourds (chez qui ce jeu disparaît rapidement). La lallation consiste en une émission de tous les sons de base des langues. Progressivement le développement de la mémoire acoustique du nourrisson va permettre aux sons sélectionnés dans la langue adulte de pénétrer et développer l'arborescence neuronale des aires du langage de son cerveau. Les premiers mots apparaissent grâce à la différenciation des phonèmes par imitation dès 11 à 12 mois. 
Le passage à la signification se développe ultérieurement par un stade appelé des mots-phrases, mots uniques exprimant des désirs ou des besoins : je veux boire, raccourci en « baba », réalisant les premiers liens sons/sens, signifiants/signifiés.

## Caractéristiques
Le langage du jeune enfant présente des traits distinctifs comparé à celui de l'adulte. Il est simplifié. La syntaxe n'est pas bien maîtrisée et le vocabulaire restreint, ainsi, les premières phrases sont formées de deux mots ou quelques mots, sans pronoms, sans respect des conjugaisons. Le vocabulaire de base est surtout composé de noms, noms de personnes et d'objets. Le langage enfantin tend à surgénéraliser ou à sous-généraliser. Ainsi, l'enfant peut penser que le mot chien est le nom du chien de la famille (sous-généralisation) ou bien il peut penser que tous les animaux à quatre pattes sont des chiens (sur-généralisation).
Le décalage entre ce qui est compris et ce que l'enfant peut exprimer est assez important et diminue avec l'âge. L'enfant peut comprendre bien plus qu'il n'est capable d'exprimer.
Sur le plan grammatical, l'enfant généralise les règles syntaxiques ce qui l'amène à faire des erreurs lorsqu'il rencontre une exception à une règle. En effet, bien avant d'être scolarisé, l'enfant apprend par la fréquence de son exposition aux règles de grammaire, certaines régularités de la langue. Par exemple, il crée un participe passé en ajoutant un « u  » à un verbe : « il a pleuvu » (sur le modèle de « couru  », par exemple).   

## Exemples

### Vocabulaire français
Il s'agit essentiellement de syllabes redoublées, :
- personnes de l'entourage : maman (mère), papa (père), pépé/papi (grand-père), mémé/mamie (grand-mère), tata/tatie (tante), tonton (oncle), nounou (nourrice)
- besoins naturels : pipi (petite commission), caca (grosse commission), popo (sur le pot)
- plaintes, demandes : bobo (avoir mal), dodo (avoir sommeil), lolo (boire au sein)
- animaux : toutou (chien), pinpin (lapin), dada (cheval), toto (pou)
- objets traditionnels : doudou (peluche), ninnin
- sons-bruits : meumeu, wouwou, coincoin, cuicui

### Autres langues
- dodo = mimir en espagnol (issu de l'infinitif dormir)
- dodo = nanna en italien (fare la nanna = faire dodo)

### Ouvrages d'approfondissement
- Marc Delahaie, L’Évolution du langage de l’enfant : de la difficulté au trouble : guide ressources pour les professionnels, Saint-Denis, Inpes, coll. « Dossiers varia », 2009, 2e éd., 84 p. (ISBN 978-2-916192-18-5 et 2-916192-18-2, OCLC 690358312, BNF 42138698, lire en ligne [PDF])